# Тухард
Тухард — посёлок в Таймырском Долгано-Ненецком районе Красноярского края, входит в состав сельского поселения Караул. Встречается также как Тухарт. «Место, где добывают огонь» — так с ненецкого переводится название посёлка.

## География
Располагается на реке Большая Хета в 92 км юго-восточнее Караула, в 76 км западнее Дудинки.

## История
Ненецкое поселение Кислый Мыс, состоящее из чумов, существовало здесь и до прихода новых поселенцев — добытчиков газа. В 1968 году образован посёлок Тухард, как отправная точка в постройке газопровода Мессояха — Дудинка — Норильск. Название посёлка — это комбинация из двух ненецких слов: «ту» — огонь, «харад» — дом, посёлок, то есть место добычи огня — газа.
В 1978 году исполкомом окружного совета принимается решение о разделении совхоза «Октябрьский» Усть-Енисейского района на оленеводческое и рыболовецкое хозяйства. Так появился оленеводческий совхоз «Тухард».
В 1979 году буксирным теплоходом «Фёдор Бондарь» добытчикам газа были доставлены буровые станки, а также техника для совхоза «Тухард». Таким образом в летнюю путину на катерах и баржах доставляют в посёлок дизельное топливо и продовольствие. Зимой доставка осуществляется автомобильным транспортом предприятия ОАО «Норильскгазпром».
В 1979 году установлен ретранслятор для приёма и передачи телерадиосигнала.
25 мая 2002 года посёлок Тухард, входивший ранее в подчинение администрации Дудинки, был передан в подчинение администрации Усть-Енисейского района, на уровне муниципального устройства в сельское поселение Караул.
В 2008 году посёлок отпраздновал своё 40-летие.

## Население
Динамика численности посёлка
|                                      | 2010 | 2014 | 2017 |
| ------------------------------------ | ---- | ---- | ---- |
| Всё население                        | 814  | ↗940 | ↗992 |
| Коренные малочисленные народы Севера | ...  | 876  | ↗927 |
| Другие народы                        | ...  | 64   | ↗65  |

| 2010 |
| ---- |
| 814  |

## Социальная инфраструктура
В посёлке располагается начальная школа, больница, почтовое отделение, библиотека, сельский Дом культуры, пекарня, частные магазины.
В Тухарде 83 дома, 119 квартир.
| Улица                   | Почтовый индекс |
| ----------------------- | --------------- |
| Абрикосовая ул.         | 647502          |
| Газовиков Заполярья ул. | 647502          |
| Л. П. Ненянг ул.        | 647502          |
| Н. Д. Антонова ул.      | 647502          |
| Северная ул.            | 647502          |
| Строителей ул.          | 647502          |
| Таймырская ул.          | 647502          |
| Центральная ул.         | 647502          |
| Энергетиков ул.         | 647502          |
| Я. М. Пальчина ул.      | 647502          |

## Праздники
Ежегодно во 2-е и 3-е воскресенье апреля в посёлке отмечают День оленевода — в это день представляют национальную одежду и кухню. Популярностью среди жителей пользуются гонки на оленьих упряжках по замёрзшему руслу реки Большая Хета.

## Экономика
Основным предприятием посёлка является ОАО «Норильсктрансгаз» – предприятие, занимающееся добычей природного газа, которым обеспечиваются города Дудинка и Норильск. Предприятие работает по вахтовому методу. Рабочие прибывают из Норильска и Дудинки на вертолётах.
Оленеводством заняты 6 сельскохозяйственных предприятий, которые организуют приём сельскохозяйственной продукции у оленеводов.
Поголовье домашних оленей
| 2009   | 2011   | 2014   | 2017   |
| ------ | ------ | ------ | ------ |
| 55 366 | 29 100 | 39 352 | 44 000 |